# Daimler Conquest
La Daimler Conquest chiamata anche Daimler Century, è una vettura prodotta dalla casa automobilistica britannica Daimler dal 1953 al 1958.

## Caratteristiche

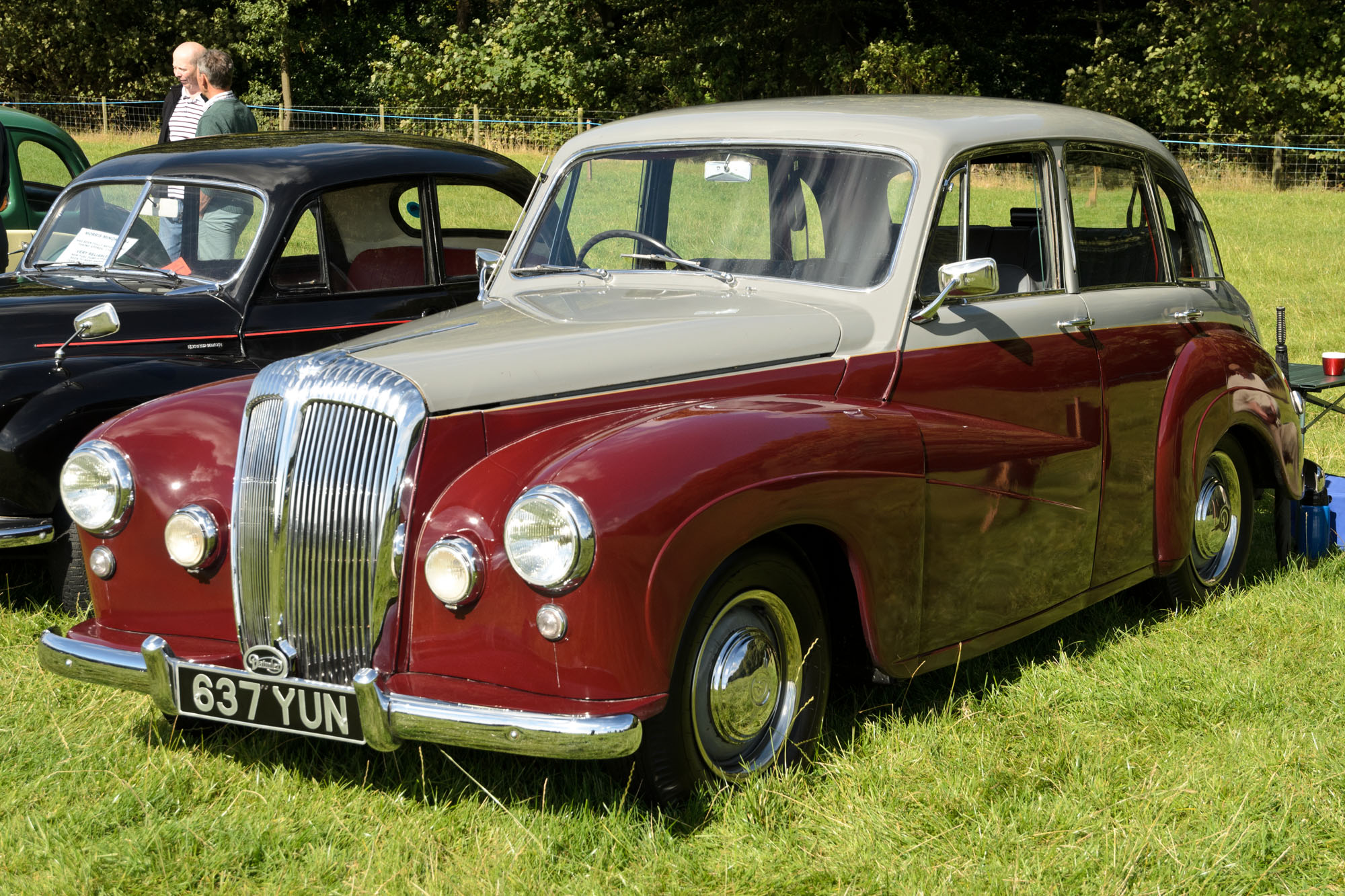
Daimler Conquest Centuary del 1956

Basata sulla Lanchester 14, la Conquest sostituì la Daimler Consort. Le vendite furono influenzate dall'aumento dei prezzi e dalla carenza di carburante causata dalla crisi di Suez e la produzione terminò nel gennaio del 1958, prima che un modello sostitutivo fosse subito pronto per la produzione.
La Conquest del 1953 standard usava un motore a sei cilindri derivato dal motore a quattro cilindri in linea utilizzato nei modelli Lanchester 14 e Leda. Il motore era in ghisa, aveva un solo carburatore Zenith e un rapporto di compressione di 6,6: 1. Con un alesaggio di 76,2 mm e una corsa di 88,9 mm, il motore dalla cilindrata di 2.433 cc erogava 75 CV (56 kW).
Il modello Conquest Century del 1954 aveva una testa in lega con valvole più grandi, un maggiore rapporto di compressione, camme ad alto sollevamento e carburatori gemellati SU.  Queste modifiche hanno portato la potenza a 100 CV (75 kW) erogati a 4400 giri/min.